# 马高明
马高明（1958年—2022年10月26日），山东淄博人。诗人。

## 人物简介
马高明，1958年生，诗人、文学翻译家、编辑家。祖籍淄博，1978年进入北京第二外国语学院学习，毕业后在《中国文化报》任编辑。

## 作品介绍
马高明著有诗集《危险的夏季》，翻译《荷兰现代诗选》，编著《外国现代派百家诗选》等。
其诗歌作品被译为英、德、西班牙、荷兰、瑞典、希伯来等多种文字。
他所翻译的《希腊诗选》由漓江出版社出版，在第十届北京国际图书节希腊展台展出。

## 著作目录
- 《希腊诗选》（翻译）（桂林 : 漓江出版社, 2008）

- 《荷兰现代诗选》（编译）（桂林 : 广西师范大学出版社, 2005）

- 《外国现代派百家诗选》（编选）（贵阳 : 贵州人民出版社, 1990）

- 《荷兰现代诗选》（编译）（桂林 : 漓江出版社, 1988）

- 《危险的夏季》（桂林 : 漓江出版社, 1988）